# Algaida
Algaida ist eine Gemeinde der spanischen Baleareninsel Mallorca. Sie hat eine Fläche von 89,70 km² mit 6.311 Einwohnern (Stand: 2024). Im Jahr 2006 betrug der Ausländeranteil an der Bevölkerung 12,0 % (521), der Anteil deutscher Einwohner 4,2 % (184).

## Orte der Gemeinde
Zur Gemeinde Algaida gehören folgende Orte:
- Algaida (2664 / 4171 Einwohner)
- Pina (429 / 543 Einwohner)
- Randa (85 / 113 Einwohner)

Die Einwohnerzahlen in Klammern stammen vom 1. Januar 2008. Die erste Zahl gibt dabei die Einwohner der geschlossenen Ortschaften an, die zweite Zahl die Einwohner der Orte einschließlich der hinzuzurechnenden „verstreut“ lebenden Bevölkerung außerhalb der eigentlichen Siedlungen. (Quelle: INE)

## Lage
Die Gemeinde von Algaida liegt im südöstlichen Teil der Insel Mallorca, an der Hauptstraße 25 Kilometer von Palma nach Manacor. Der Verwaltungssitz der Gemeinde ist die gleichnamige Kleinstadt Algaida. Sechs kleinere Berge gehören zu Algaida, der höchste und bekannteste ist der Puig de Randa mit 544 Meter. Höhenlagen: Algaida (Marktplatz): 155 Meter, Pina (Dorfplatz): 155 Meter, Randa (am Brunnen): 305 Meter.

## Geschichte
Der Name Algaida stammt von dem arabischen Wort al-gaida („der Wald“) ab. Zu der Gemeinde gehören Algaida, Pina und Randa. Die Bewohner werden algaidi (Männer) und algaidina (Frauen) genannt. Algaida wurde erstmals im Jahre 1232 dokumentarisch erwähnt. Doch das bekannteste dieser Gemeinde ist Randa mit dem Tafelberg Puig de Randa, auf dem man gleich drei Kloster-Heiligtümer findet. Auf der unteren Terrasse befindet sich das Santuari de Nostra Senyora de Gràcia, ein Kloster aus dem 15. Jahrhundert, das wie ein Schwalbennest am Berghang gebaut wurde. Auf der zweiten Terrasse liegt die Ermita de Sant Honorat aus dem 14. Jahrhundert. Auf der Höhe des Berges liegt schließlich das Santuari de Nostra Senyora de Cura, seit 1275 franziskanische Eremitage und Wirkungsstätte des Ramon Llull, Mallorcas großem Religionsphilosophen und Gelehrten. Er wurde 1232 als Sohn katalanischer Eltern in Palma geboren. In seinem 30ten Lebensjahr vollzog sich in ihm die Wandlung vom Weltmann zum Eremiten, vom Troubadour zum Mönch, dessen religiöse Visionen das friedliche und geistig fruchtbare Zusammensein von Juden, Christen und Moslems war. Sein bedeutendstes Werk heißt „Blanquerna“. Die meisten seiner 260 Schriften verfasste er in katalanischer Sprache, die er damit zur Schrift- und Kultursprache erhob. Er starb 1315 und wurde in der Kirche San Francisco begraben. Auf dem Puig de Randa gibt es auch ein Ramon-Llull-Museum und eine Schule.

## Klima
In Algaida werden das ganze Jahr über Niederschläge registriert. Der trockenste Monat ist der Juli mit durchschnittlich 12,5 l/m². Die höchste Niederschlagsmenge innerhalb von 24 Stunden wurde am 17. September 1943 mit 97 l/m² notiert.

## Sehenswürdigkeiten
An der Hauptstraße nach Manacor steht einige Kilometer hinter Algaida rechterhand als Reklame ein Osborne-Stier der andalusischen Brandy-Brennerei Osborne. Er ist der einzige auf Mallorca. Der für Spanien so typische Blechbulle, bei Verfechtern mallorquinischer Autonomie als Symbol der Fremdherrschaft offensichtlich wenig beliebt, hat schon mehrere Anschläge aushalten müssen, wurde aber immer wieder aufgebaut. Als „Nationales Kulturgut“ steht der Osborne-Stier jetzt sogar spanienweit unter besonderem Schutz.

### Algaida
- Wegekreuze (Creu d’en Massot, Sa Creveta de s’Hostal d’en Gi oder dels traginers, Creu des Colomer, Creu de Binicomprat, Creu de can Vicó).
- Windmühlen
- Punxuat
- Albenya
- Wallfahrtskapelle der Mare de Déu de la Pau de Castellitx
- Glasfabrikation Gordiola, die älteste Glasbläserei Mallorcas, befindet sich 19 Kilometer hinter Palma an der Hauptstraße nach Manacor kurz vor Algaida. In der Werkstatt der Familie Gordiola kann man den Glasbläsern bei der Arbeit über die Schulter schauen und die Herstellung kunstvoller Stücke beobachten

### Puig de Randa
- Santuari de Nostra Senyora de Gràcia
- Ermita de Sant Honorat
- Santuari de Nostra Senyora de Cura
- Pfarrkirche der Immaculada und des Seliggesprochenen Ramon Llull
- Kreuz von Randa
- Kreuz von Sant Honorat
- Quelle von Randa
- Die landschaftliche Umgebung, das Randamassiv

### Pina
- Pfarrkirche der Sants Cosme i Damià
- Das Kloster
- Der Brunnen

## Feste
Sant Antoni, 17. Januar, Sonntag im Juli: Festes d’Estui, Sant Cosme und Sant Damià, 26. September Randa: Sant Honorat, 16. Januar. Gefeiert wird Sant Honorat, Patronatsfest am 16. Januar, mit den „Cossiers“.
Wallfahrt nach Castellitx de la Pau, am Dienstag nach Ostern. Geschmückte Karren, Messe im uralten Kirchlein Ermita de la Pau (13. Jh.)

## Markt
Jeden Freitag, Sa Plaza, Algaida.

## Persönlichkeiten
- Andrés Trobat (1925–2011), Radrennfahrer
- Antonio Cerdà Tarongí (1944–2013), Radrennfahrer